# Luís Gomes (andebolista)
Luís Miguel Almeida Gomes, mais conhecido como Luís Gomes (Vouzela, 30 de setembro de 1971), foi um jogador profissional de andebol português, tendo jogado a sua última época (2009/2010) ao serviço do Sport Lisboa e Benfica.
Começou a sua carreira no Belenenses, mas cedo se mudou para o Benfica. Após muitos anos no clube saiu para jogar no Sporting Club de Portugal, tendo regressado ao Benfica na época 2009/2010, onde terminou a sua longa carreira como jogador profissional de andebol. Luís Gomes foi ainda capitão da Seleção Portuguesa de Andebol.
Na época 2010/2011 tornou-se o diretor desportivo no andebol profissional do Sport Lisboa e Benfica.